# Bistum Thái Bình
Das Bistum Thái Bình (lateinisch Dioecesis de Thai Binh, vietnamesisch Giáo phận Thái Bình) ist eine in Vietnam gelegene römisch-katholische Diözese mit Sitz in Thái Bình.

## Geschichte

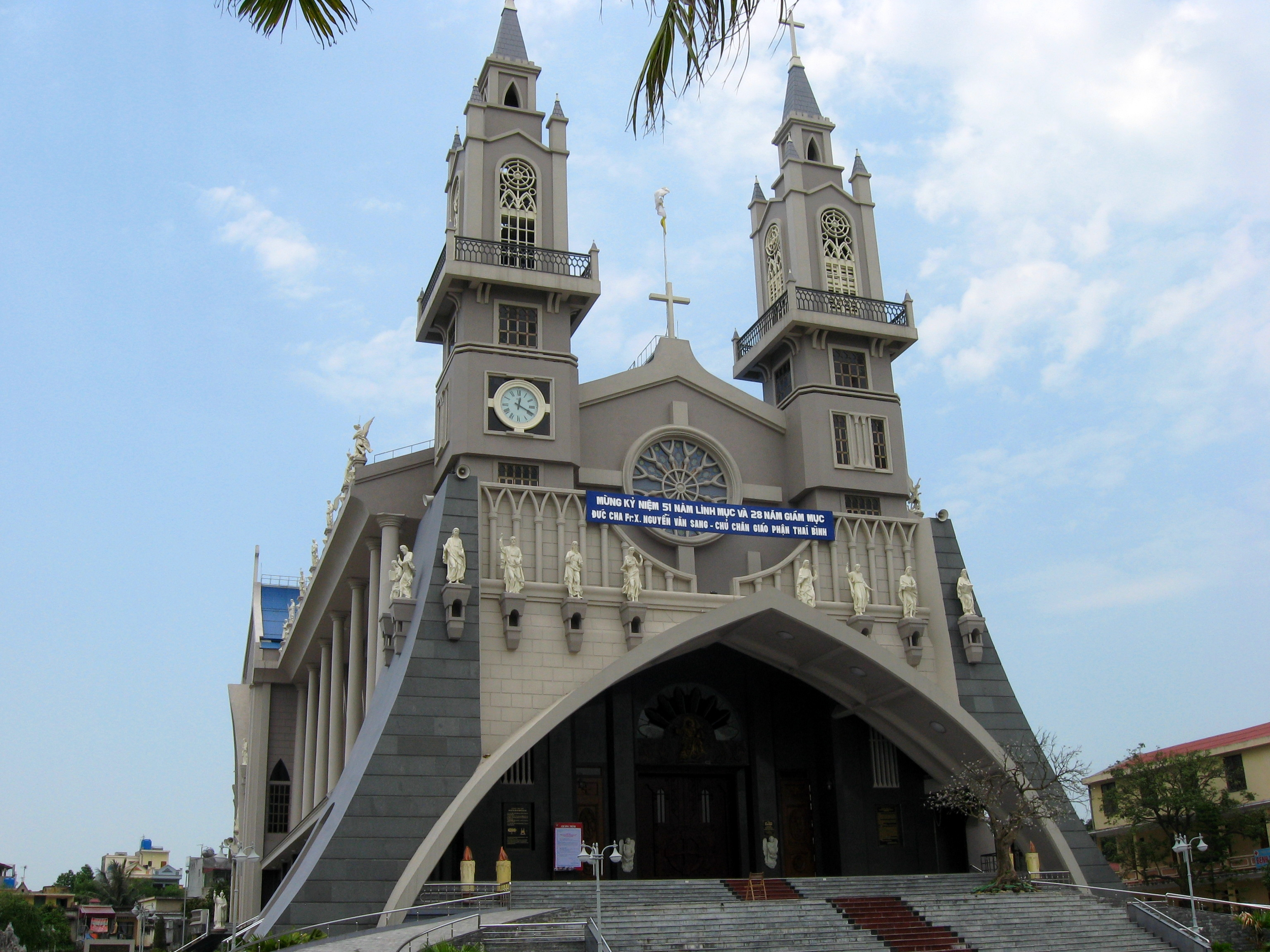
Kathedrale Herz Jesu in Thái Bình

Das Bistum Thái Bình wurde am 9. März 1936 von Papst Pius XI. mit der Apostolischen Konstitution Praecipuas inter aus Gebietsabtretungen des Apostolischen Vikariates Bùi Chu als Apostolisches Vikariat Thái Bình errichtet.
Das Apostolische Vikariat Thái Bình wurde am 24. November 1960 durch Papst Johannes XXIII. mit der Apostolischen Konstitution Venerabilium Nostrorum zum Bistum erhoben und dem Erzbistum Hanoi als Suffraganbistum unterstellt.

## Ordinarien

### Apostolische Vikare von Thái Bình
- Juan Casado Obispo OP, 1936–1941
- Santos Ubierna OP, 1942–1955
- Dominique-Marie Dinh-Duc-Tru, 1960

### Bischöfe von Thái Bình
- Dominique-Marie Dinh-Duc-Tru, 1960–1982
- Joseph Marie Dinh-Binh, 1982–1989
- François Xavier Nguyên Van Sang, 1990–2009
- Pierre Nguyên Van Dê SDB, 2009–2022
- Dominic Đặng Văn Cầu, seit 2022